# Parásito que altera el comportamiento
Un parásito que altera el comportamiento es un parásito 
con dos o más hospedadores, capaz de provocar cambios en el comportamiento de uno de sus hospedadores para mejorar su transmisión, que a veces afecta directamente los mecanismos de control de la conducta y la toma de decisiones de los hospedadores.

Hacen esto al hacer que el hospedador intermedio, donde pueden reproducirse asexualmente, sea más probable que sea devorado por un depredador en un nivel trófico superior que se convierte en el hospedador definitivo donde el parásito se reproduce sexualmente; por lo tanto, el mecanismo a veces se denomina facilitación trófica aumentada por parásitos  o  aumento de la transmisión trófica del parásito. Se pueden encontrar ejemplos en bacterias, protozoos, virus y animales. Los parásitos también pueden alterar el comportamiento del huésped para aumentar la protección de los parásitos o de sus crías. El término manipulación de guardaespaldas se utiliza para estos mecanismos.
Entre los cambios de comportamiento causados por los parásitos se encuentra el descuido, lo que hace que sus huéspedes sean presas más fáciles. El protozoo Toxoplasma gondii, por ejemplo, infecta a pequeños roedores y hace que se vuelvan descuidados e incluso puede hacer que se sientan atraídos por el olor de la orina felina, lo cual aumenta el riesgo de depredación y la posibilidad del parásito de infectar a un gato, su anfitrión definitivo.
Los parásitos pueden alterar el comportamiento del hospedador infectando el sistema nervioso central del hospedador o alterando su comunicación neuroquímica, estudiada en neuroparasitología.

## Cambio de comportamiento

### Tipos
Las manipulaciones de parásitos pueden ser directas o indirectas. La manipulación indirecta es el método más utilizado por los parásitos que alteran el comportamiento, mientras que el enfoque directo es mucho menos común. La manipulación directa es cuando el parásito en sí mismo afecta al hospedador e induce una respuesta conductual, por ejemplo, creando compuestos neuroactivos que estimulan una respuesta en el sistema nervioso central (SNC) del hospedador, un método practicado principalmente por parásitos que residen dentro del SNC. Afectar el sistema neural del huésped es complicado y la manipulación incluye el inicio de cascadas inmunes en el huésped.. Sin embargo, la determinación del factor causal es difícil, especialmente si el cambio de comportamiento es el resultado de la manipulación directa del parásito o una respuesta indirecta del sistema inmunológico del huésped. Un enfoque directo de la manipulación del comportamiento es a menudo muy costoso para el parásito lo que da como resultado una compensación entre los beneficios de la manipulación (por ejemplo, aumento de la aptitud) y la energía que cuesta. El enfoque más común para los parásitos es inducir indirectamente respuestas conductuales interactuando con el sistema inmunológico del huésped para crear los compuestos neuroactivos necesarios para inducir una respuesta conductual deseada. Los parásitos también pueden afectar indirectamente el comportamiento de sus hospedadores al alterar su metabolismo, desarrollo o inmunidad. La castración por parásito modifica drásticamente el metabolismo y la reproducción de sus hospedadores, a veces secretando hormonas castradoras, cambiando su comportamiento y fisiología para beneficiar al parásito.
Los parásitos pueden alterar el comportamiento de los hospedadores de manera que aumenten su probabilidad de transmisión (por ejemplo, cuando el hospedador sea ingerido por un depredador) dando lugar a la liberación del parásito en sitios apropiados (por ejemplo, mediante cambios en las preferencias del hospedador por los hábitats); aumentando la supervivencia del parásito o aumentando la probabilidad del hospedador de ser infectado con más parásitos.

### Por virus
La rabia hace que el hospedador sea agresivo y propenso a morder a otros. Esto, junto con el aumento de la salivación, que transporta el virus, aumenta las posibilidades de que se propague a nuevos hospedadores. Al mismo tiempo, la hidrofobia (miedo al agua) evita que el huésped beba, lo que arrastraría la saliva cargada de virus al estómago, lo que la haría inaccesible para la infección por mordedura.
Los virus de la familia Baculoviridae inducen en sus hospedadores cambios tanto en el comportamiento alimentario como en la selección del entorno. Infectan a las orugas de la polilla y de las mariposas, que algún tiempo después de la infección comienzan a comer incesantemente, proporcionando nutrientes para la replicación del virus. Cuando los viriones ("unidades" de virus) están listos para dejar al hpspedador, la oruga sube más y más, hasta que sus células secretan enzimas que "disuelven al animal en una sustancia viscosa", haciendo llover trozos de tejido y material viral para su ingestión por futuros hospedadores.

### Por protozoos
El protozoo Toxoplasma gondii infecta a animales de la familia Felidae (su hospedador definitivo) y sus ooquistes se eliminan con las heces del hospedador. Cuando un roedor consume la materia fecal, se infecta con el parásito (convirtiéndose en su hospedador intermedio). Posteriormente, el roedor se vuelve más extrovertido y menos temeroso de los gatos, lo que aumenta sus posibilidades de depredación y la posibilidad de que el parásito complete su ciclo de vida. Existe alguna evidencia de que T. gondii, al infectar a los humanos, altera su comportamiento de manera similar a los roedores; también se ha relacionado con casos de esquizofrenia. Otros parásitos que aumentan el riesgo de depredación de sus huéspedes incluyen Euhaplorchis californiensis, Dicrocoelium dendriticum, Myrmeconema neotropicum y Diplostomum pseudospathaceum.
El parásito de la malaria Plasmodium falciparum, transportado por el mosquito Anopheles gambiae, cambia la atracción de su hospedador hacia las fuentes de néctar para aumentar su ingesta de azúcar y mejorar las posibilidades de supervivencia del parásito. También disminuye la atracción del hospedador por la sangre humana durante la gestación, solo para aumentarla cuando está lista para transmitirse a un hospedador humano.

### Por helmintos

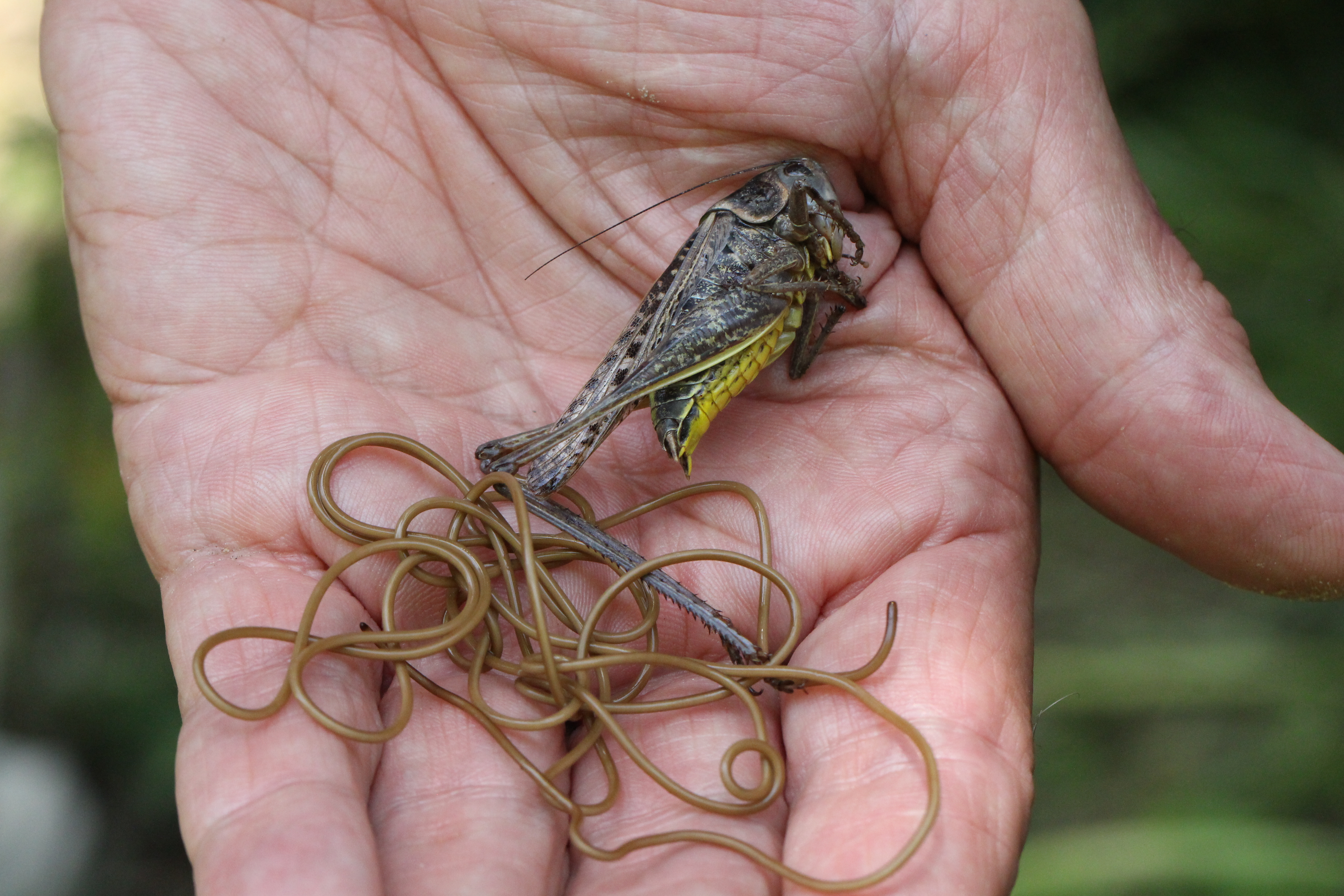
Un largo gusano de crin de caballo poco después de salir de su huésped grillo, ahora ahogado

Al descuidar al hospedador, aumenta el riesgo de que sea devorado por un depredador que no sea el hospedador, lo que interrumpe el ciclo vital del parásito. Algunos parásitos manipulan a su huésped intermedio para reducir este riesgo. Por ejemplo, el trematodo parásito Microphallus sp. utiliza el caracol Potamopyrgus antipodarum como huésped intermedio. El parásito manipula el comportamiento de búsqueda de alimento del caracol para aumentar la posibilidad de que sea presa de los hospedadores definitivos del parásito (aves acuáticas). El caracol infectado busca comida en la parte superior de las rocas durante el periodo del día en que las aves acuáticas se alimentan con mayor intensidad. Durante el resto del día, el caracol se alimenta en el fondo de las rocas para reducir el riesgo de ser comido por los peces (que no son huéspedes del trematodo parásito).
La lanceta hepática (Dicrocoelium dendriticum) es un trematodo parásito con un ciclo vital complejo. En su estado adulto se encuentra en el hígado de su huésped definitivo (rumiantes), donde se reproduce. Los huevos del parásito se eliminan con las heces del hospedador, que luego son ingeridas por un caracol terrestre (primer hospedador intermediario). El parásito madura en una etapa juvenil en el caracol, que en un intento de protegerse excreta los parásitos en "bolas de baba". Las "bolas de baba" son consumidas por las hormigas (segundo hospedador intermedio). El gusano manipula a la hormiga para que suba a la parte superior de la hierba, donde tiene más posibilidades de ser comido por los rumiantes que pastan.
El nematodo parásito Myrmeconema neotropicum infecta a la hormiga intermediaria Cephalotes atratus. El nematodo induce entonces un cambio morfológico en la hormiga, que hace que el color del gáster pase de negro a rojo, asemejándose a la fruta. Esta transición de color hace que la hormiga sea susceptible de ser depredada por aves frugívoras, que actúan como hospedadores definitivos del parásito. Los huevos del parásito se depositan en las heces del ave y son comidos por las hormigas, que completan el ciclo.

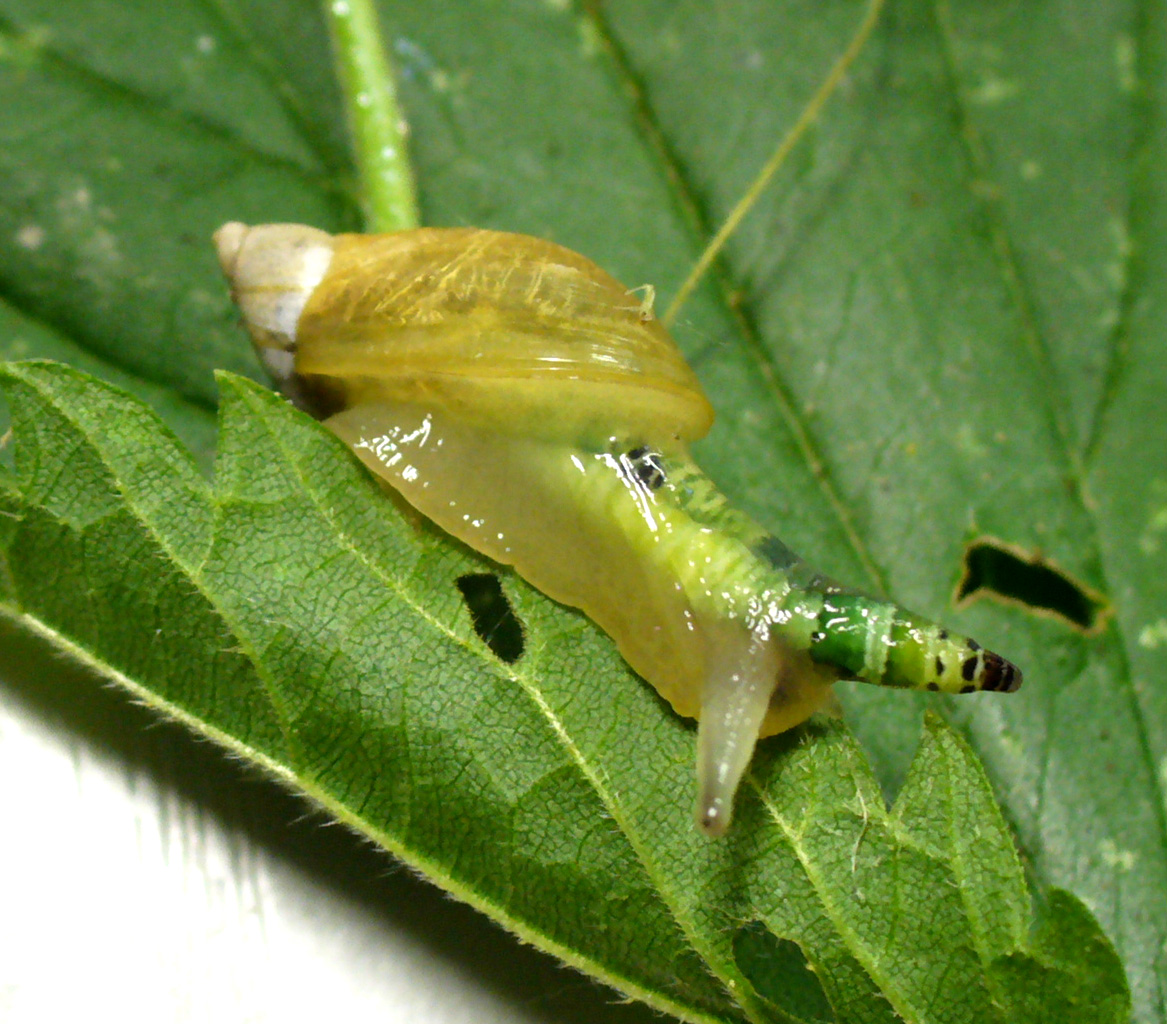
Caracol con su tallo ocular izquierdo parasitado por Leucochloridium paradoxum

Los grillos infectados por los gusanos de la crin de caballo muestran un comportamiento de búsqueda de la luz y un aumento de la velocidad al caminar, lo que les lleva a espacios abiertos y estanques (cuya superficie refleja la luz de la luna); los grillos acabarán encontrando y entrando en una masa de agua, donde el gusano se desprenderá del abdomen del grillo y nadará. Aunque los grillos suelen ahogarse en el proceso, los que sobreviven muestran una recuperación parcial y vuelven a sus actividades normales en tan sólo 20 horas.
El trematodo Leucochloridium paradoxum madura dentro de caracoles del género Succinea. Cuando está listo para pasar a su hospedador definitivo, un ave, el parásito se desplaza a los tallos de los ojos de su hospedador y comienza a pulsar, atrayendo a las aves con su sorprendente parecido a una larva de insecto. También influye en que el caracol, normalmente nocturno, salga al exterior durante el día para tener más posibilidades de ser consumido por un pájaro.
Schistocephalus solidus es una tenia parasitaria con tres hospedadores diferentes, dos intermedios y uno definitivo. En su estado adulto, la tenia reside en el intestino de las aves piscívoras, donde se reproduce y libera huevos a través de las heces del ave. De los huevos nacen larvas libres, que a su vez son ingeridas por copépodos (el primer hospedador intermedio). El parásito crece y se desarrolla en el crustáceo hasta llegar a una fase que puede infectar al segundo hospedador intermedio, el espinoso de tres puntas (Gasterosteus aculeatus). El hospedador definitivo del parásito, un pájaro, consume entonces al espinoso infectado y el ciclo se completa. Se ha observado que S. solidus altera el comportamiento del pez de manera que impide su respuesta de huida cuando se enfrenta a un ave depredadora. Esta manipulación del comportamiento inducida por el parásito aumenta efectivamente la posibilidad de que sea consumido por su ave huésped definitiva. También se ha observado que el parásito no induce este comportamiento hasta que ha alcanzado un estadio desarrollado que puede sobrevivir en el ave huésped y, por tanto, reduce eficazmente su propia tasa de mortalidad, debido a la transmisión prematura.

### Por insectos

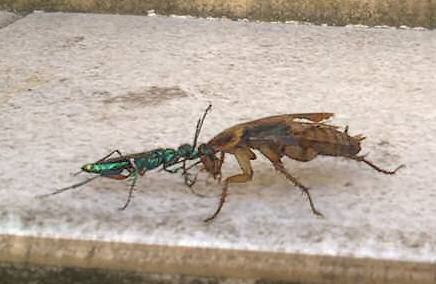
La avispa esmeralda de las cucarachas "caminando" hacia su madriguera con una cucaracha paralizada

La avispa de la cucaracha esmeralda (Ampulex compressa) parasita a su hospedador, la cucaracha americana (Periplaneta americana), como fuente de alimento y para sus larvas en crecimiento. La avispa pica a la cucaracha dos veces: primero en el ganglio torácico, paralizando sus patas delanteras y permitiendo a la avispa realizar una segunda picadura, más difícil, directamente en el cerebro de la cucaracha; esta segunda picadura hace que la cucaracha se acicale excesivamente antes de caer en un estado de hipocinesia - "un... letargo caracterizado por la falta de movimiento espontáneo o de respuesta a los estímulos externos". A continuación, la avispa arrastra a la cucaracha inactiva a su madriguera, donde deposita un huevo en su abdomen y lo entierra para que la larva en crecimiento se alimente de él. Mantener la cucaracha en un estado hipocinético en esta fase, en lugar de simplemente matarla, permite que se mantenga "fresca" durante más tiempo para que la larva se alimente. La avispa adulta emerge después de 6 semanas, dejando atrás nada más que un "caparazón" de cucaracha vacío.

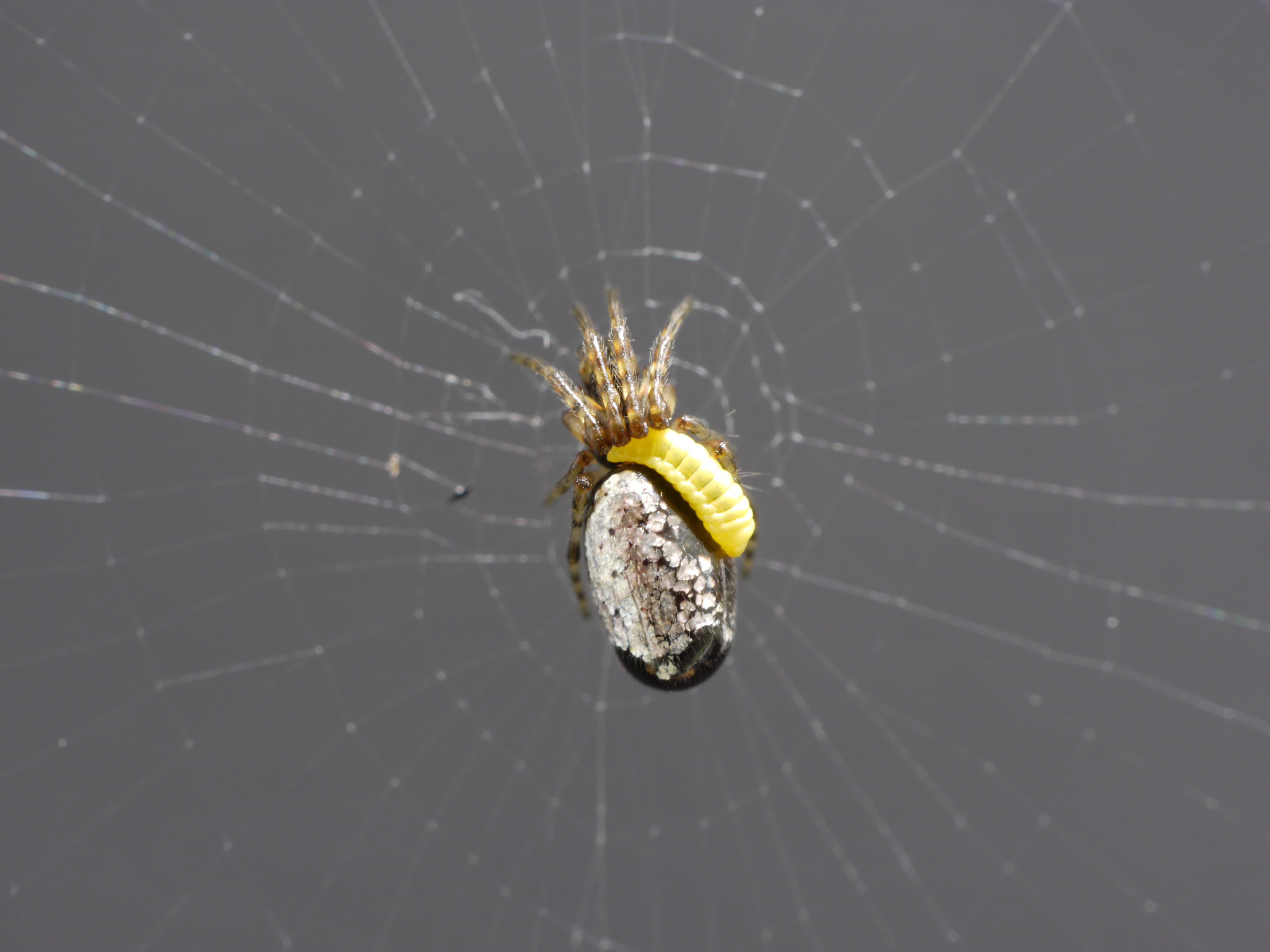
Una larva de Reclinervellus nielseni parasitando a Cyclosa argenteoalba en Japón

La avispa parásita Hymenoepimecis argyraphaga desarrolla sus larvas en arañas de la especie Leucauge argyra. Poco antes de matar a su hospedador, la larva le inyecta una sustancia química que cambia su comportamiento de tejido, haciendo que teja una estructura fuerte, parecida a un capullo. A continuación, la larva mata a la araña y entra en el capullo para pupar. Del mismo modo, las larvas de la avispa parásita Reclinervellus nielseni se adhieren a la araña Cyclosa argenteoalba y modifican su comportamiento de construcción de telas de la misma manera. Este comportamiento manipulado es más duradero y prominente cuanto más tiempo están las larvas unidas a las arañas.

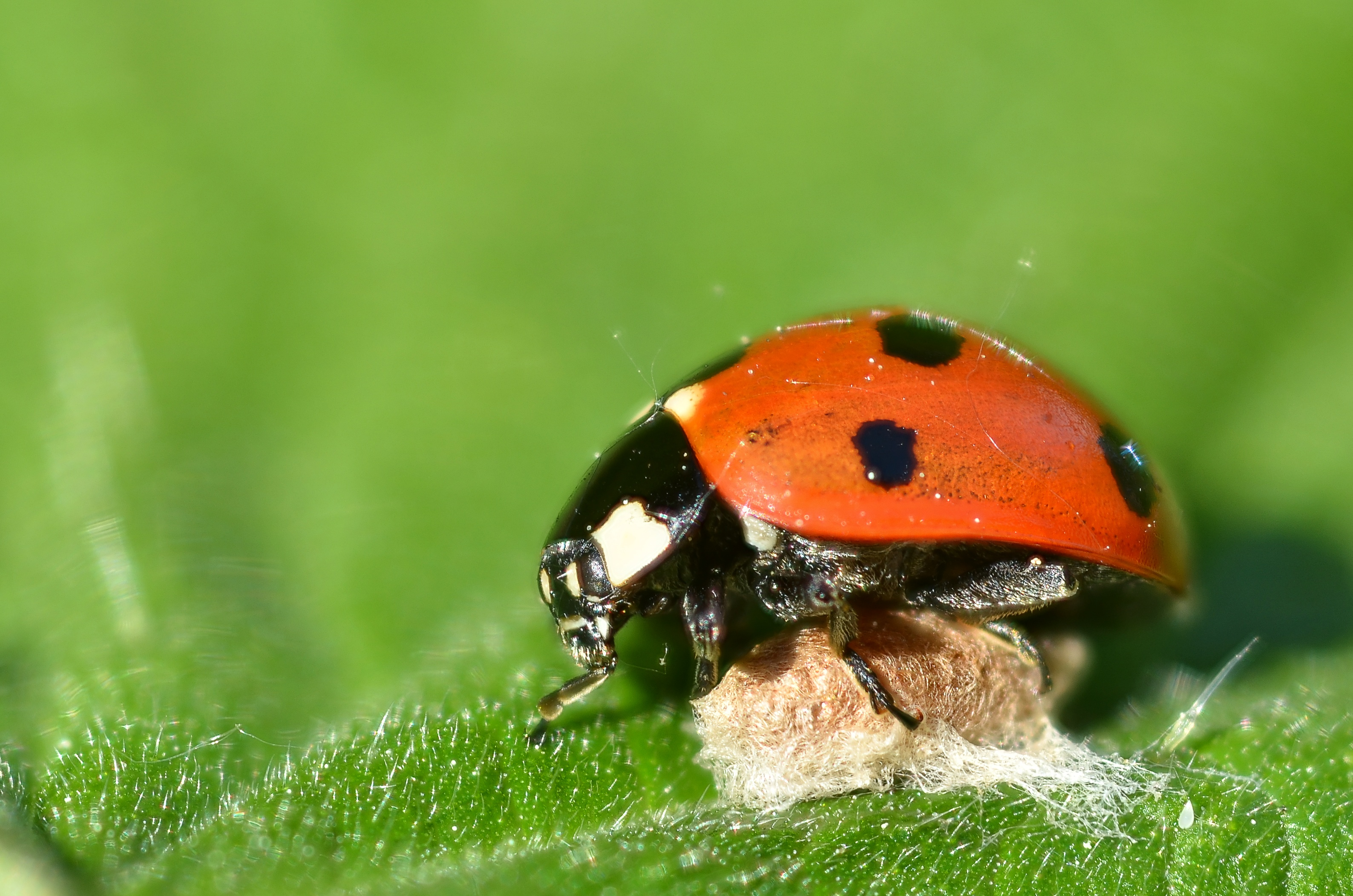
Una mariquita protegiendo un capullo de Dinocampus coccinellae. La mariquita permanecerá inmóvil hasta que la avispa adulta salga de su capullo, y morirá algún tiempo después

La avispa Dinocampus coccinellae es a la vez endoparásita y ectoparásita de las mariquitas. La avispa inyecta un huevo en el abdomen del escarabajo, donde la larva se alimenta de su hemolinfa. Cuando crece y está lista para pupar, la larva sale de su huésped, que permanece inmóvil, y teje un capullo en su parte inferior, donde pupa. Si se acerca un depredador, el escarabajo mueve sus extremidades para ahuyentarlo. Este uso del huésped como protección se ha denominado manipulación de guardaespaldas. Del mismo modo, varias avispas parásitas inducen a sus arañas anfitrionas a construir telas más fuertes para proteger a los parásitos en crecimiento.
Los estrepsípteros de la familia Myrmecolacidae pueden hacer que su hormiga hospedadora se quede en las puntas de las hojas de la hierba, lo que aumenta la posibilidad de ser encontrada por los machos del parásito (en el caso de las hembras) y las coloca en una buena posición para la aparición del macho (en el caso de los machos). Las hormigas infectadas por el hongo Ophiocordyceps unilateralis presentan un comportamiento similar, pero mucho más intrincado: las convulsiones corporales, que se producen de forma irregular, hacen que la hormiga caiga al suelo del bosque, desde donde trepa a una planta hasta una determinada altura antes de clavar sus mandíbulas en la vena de una de sus hojas respondiendo a determinados criterios de dirección, temperatura y humedad. Al cabo de varios días, el cuerpo fructífero del hongo crece desde la cabeza de la hormiga y se rompe, liberando las esporas del hongo.
Varias especies de moscas de la familia Phoridae parasitan a las hormigas de fuego. La mosca inyecta un huevo en el tórax de la hormiga; al eclosionar, la larva migra a la cabeza de la hormiga, donde se alimenta de la hemolinfa, los músculos y el tejido nervioso de la hormiga. Durante este periodo, algunas larvas dirigen a la hormiga hasta 50 metros de distancia del nido y hacia un lugar húmedo y frondoso donde puedan eclosionar con seguridad. Finalmente, la larva devora por completo el cerebro de la hormiga, que a menudo se desprende (de ahí el apodo de la especie: "mosca decapitadora"). A continuación, la larva pupa en la cápsula vacía de la cabeza, emergiendo como mosca adulta al cabo de dos semanas.

### Por crustáceos
Los miembros del orden Rhizocephala, como S. carcini, alteran el equilibrio hormonal de los hospedadores masculinos, para fomentar un comportamiento de crianza similar al observado en las hembras. El parásito suele pasar toda su vida dentro del hospedador; sin embargo, si se extrae del hospedador en un entorno de laboratorio, a los hospedadores masculinos les crecerán posteriormente gónadas femeninas parciales o completas.

## Perspectiva evolutiva

### Incorporación de hospedadores intermedios
Para que surjan ciclos vitales complejos en los parásitos, la adición de especies de hospedadores intermedios debe ser beneficiosa, por ejemplo, dar lugar a una mayor aptitud. Es probable que la mayoría de los parásitos con ciclos de vida complejos hayan evolucionado a partir de ciclos de vida simples. La transferencia de ciclos vitales simples a complejos se ha analizado teóricamente, y se ha demostrado que los parásitos de transmisión trófica pueden verse favorecidos por la adición de un hospedador presa intermedio si la densidad de población del hospedador intermedio es mayor que la del hospedador definitivo. Otros factores que catalizan esta transferencia son las altas tasas de depredación y una baja tasa de mortalidad natural del hospedador intermedio.
Los parásitos con una sola especie de hospedador se enfrentan al problema de no poder sobrevivir en niveles tróficos superiores y, por tanto, morir con su hospedador de presa. El desarrollo de ciclos vitales complejos es muy probablemente una adaptación del parásito para sobrevivir en el depredador. El desarrollo de la transmisión trófica aumentada del parásito es una adaptación más en relación con un ciclo vital complejo, en el que el parásito aumenta su transmisión a un huésped definitivo manipulando a su hospedador intermedio.

### Evolución de los comportamientos inducidos
La hipótesis de la manipulación adaptativa postula que los parásitos pueden utilizar alteraciones específicas del comportamiento inducidas en un hospedador para aumentar su aptitud. Según esta hipótesis, los comportamientos inducidos son el resultado de la selección natural que actúa sobre el fenotipo extendido del parásito (en este caso, el comportamiento de su huésped). Muchos de los comportamientos inducidos por los parásitos obligados para completar sus ciclos vitales son ejemplos de manipulación adaptativa debido a su clara relación con la aptitud del parásito. Por ejemplo, se ha demostrado que la infección por el gusano parásito Pomphorhynchus laevis provoca una alteración del comportamiento de deriva en su hospedador intermedio, el anfípodo Gammarus pulex; esta alteración del comportamiento aumenta el riesgo de depredación de su huésped por parte de los peces, que son los hospedadores definitivos de P. laevis. El cambio de comportamiento inducido en el hospedador conduce, por tanto, a un mayor éxito del parásito a la hora de completar su ciclo vital. En general, el hecho de que un cambio de comportamiento específico tenga un propósito adaptativo para el parásito, el huésped o ambos, depende de todo el "sistema hospedador-parásito": El ciclo vital del patógeno, su virulencia y la respuesta inmunitaria del huésped.
Por el contrario, los comportamientos evolucionados del hospedador pueden ser el resultado de adaptaciones al parasitismo.

## Mecanismos
La forma en que los parásitos inducen cambios de comportamiento en los huéspedes se ha comparado con la forma en que un neurobiólogo efectuaría un cambio similar en un laboratorio. Un científico puede estimular una determinada vía para producir un comportamiento específico, como el aumento del apetito o la disminución de la ansiedad; los parásitos también producen cambios de comportamiento específicos en sus huéspedes, pero en lugar de estimular vías neurológicas concretas, parecen dirigirse a zonas más amplias del sistema nervioso central. Aunque los mecanismos próximos que subyacen a esta amplia selección no se han caracterizado completamente, se han identificado dos mecanismos utilizados por los parásitos para alterar el comportamiento de los huéspedes vertebrados: la infección del sistema nervioso central y la alteración de la comunicación neuroquímica.

### Infección del sistema nervioso central
Algunos parásitos alteran el comportamiento del huésped infectando las neuronas del sistema nervioso central del mismo. El sistema nervioso central del huésped responde al parásito como lo haría ante cualquier otra infección. Las características de esta respuesta incluyen la inflamación local y la liberación de sustancias químicas como las citoquinas. La propia respuesta inmunitaria es responsable de los cambios de comportamiento inducidos en muchos casos de infección parasitaria. Entre los parásitos que se sabe que inducen cambios de comportamiento a través de la inflamación del sistema nervioso central en sus huéspedes se encuentran Toxoplasma gondii en ratas, Trypanosoma cruzi en ratones y Plasmodium mexicanum en el lagarto mexicano.

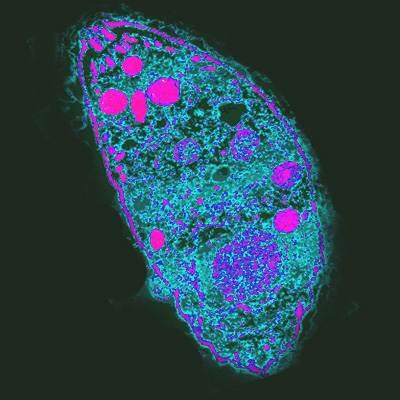
Toxoplasma gondii induce cambios de comportamiento en ratas al infectar las neuronas del sistema nervioso central.

Mientras que algunos parásitos aprovechan las respuestas inmunitarias típicas de sus huéspedes, otros parecen alterar la propia respuesta inmunitaria. Por ejemplo, la respuesta inmunitaria típica de los roedores se caracteriza por una mayor ansiedad. La infección por Toxoplasma gondii inhibe esta respuesta, lo que aumenta el riesgo de depredación por parte de los posteriores huéspedes de T. gondii. La investigación sugiere que la inhibición de la respuesta de ansiedad podría ser el resultado de un daño inmunológico en el sistema límbico.

### Alteración de la comunicación neuroquímica
Los parásitos que inducen cambios de comportamiento en sus huéspedes suelen aprovechar la regulación del comportamiento social en el cerebro. El comportamiento social está regulado por neurotransmisores, como la dopamina y la serotonina, en los centros emocionales del cerebro -principalmente la amígdala y el hipotálamo-, y aunque los parásitos pueden ser capaces de estimular vías neuroquímicas específicas para inducir cambios de comportamiento, las pruebas sugieren que alteran la comunicación neuroquímica a través de un objetivo más amplio que específico. Por ejemplo, Toxoplasma gondii se adhiere al hipotálamo en lugar de dirigirse a una vía celular específica; esta amplia orientación conduce a un aumento generalizado de los niveles de dopamina en el huésped, lo que a su vez puede explicar la pérdida de aversión al olor a gato. En algunos casos, se cree que T. gondii provoca un aumento de los niveles de dopamina mediante la secreción de otro compuesto, la L-Dopa, que puede desencadenar un aumento de los niveles de dopamina, aunque todavía no se han demostrado pruebas concretas de este mecanismo. Este aumento de los niveles de dopamina induce una pérdida de aversión al olor a gato en las ratas, lo que aumenta el riesgo de depredación por parte de los gatos, el huésped definitivo de T. gondii. Los detalles mecánicos que subyacen al aumento de los niveles de dopamina y la forma en que afecta al cambio de comportamiento de la rata siguen siendo esquivos.
La avispa cucaracha esmeralda altera el comportamiento mediante la inyección de veneno directamente en el cerebro del huésped, causando hipocinesia. Esto se consigue gracias a la reducción de la actividad de la dopamina y la octopamina, que afecta a la transmisión de las interneuronas implicadas en la respuesta de huida; por lo que, aunque el circuito cerebral del huésped responsable del control del movimiento sigue siendo funcional -y de hecho se arrastrará cuando sea arrastrado por la avispa-, el sistema nervioso se encuentra en un estado deprimido. Dicho de otro modo: la toxina de la avispa no afecta a la capacidad de movimiento del huésped, sino a su motivación para hacerlo.
La función original de estas secreciones puede haber sido la de suprimir el sistema inmunitario del huésped, como se ha descrito anteriormente. El trematodo Schistosoma mansoni segrega péptidos opioides en el torrente sanguíneo del huésped, influyendo tanto en su respuesta inmunitaria como en su función neuronal. Otras fuentes sugieren un posible origen en el mimetismo molecular.

### Otros mecanismos
Los nemátodos mermíticos infectan a los artrópodos, residiendo en su hemocele (cavidad circulatoria) y manipulando la osmolalidad de su hemolinfa para desencadenar un comportamiento de búsqueda de agua. Se desconocen los medios por los que lo hacen.